# Middle Hamberg Lake
Der Middle Hamberg Lake ist, wie sein englischer Name besagt, der mittlere der Hamberg Lakes auf Südgeorgien im Südatlantik. Er liegt östlich des Glacier Col. Der See ist etwa 2 km lang, seine größte Breite liegt bei 800 m. In ihm befindet sich mehrere kleine Inseln und Landspitzen.
Das UK Antarctic Place-Names Committee benannte ihn 2004. Namensgeber ist der schwedische Geograph, Mineraloge und Arktisforscher Axel Hamberg (1863–1933).